# Chaetoplaca memecyli
Chaetoplaca memecyli är en svampart som beskrevs av Syd. & P. Syd. 1917. Chaetoplaca memecyli ingår i släktet Chaetoplaca och familjen Schizothyriaceae.   Inga underarter finns listade i Catalogue of Life.